# 소용 임씨
소용 임씨(昭容 任氏, 1598년 ~ 1628년)는 조선의 제15대 왕 광해군의 후궁이다. 본명은 애영(愛英)이다.

## 생애
왕이 끝까지 사랑하며 함께 거처한 자는 임씨(任氏)·정씨(鄭氏) 두 소용(昭容)과 김 상궁(金尙宮)·이 상궁(李尙宮) 등 4, 5명이었는데, 임씨는 자색(姿色)이 있고 아첨을 잘 부림으로 총애를 받았고 정씨는 교태를 잘 부리고 일에 익숙하여 출입하는 문서를 관리하여 임금을 대신하여 계하(啓下)하였으므로 왕이 배로 믿었다. 그리고 김 상궁은 기교(奇巧)로써 사랑을 받았는데 이 3명이 후궁에서 으뜸이었다.— 광해군일기［중초본］ 73권, 광해 5년 12월 30일 계축 2번째기사

풍천 임씨 임몽정의 딸이자 임취정의 조카로, 어머니는 임몽정의 첩이다. 한편 임수정의 딸이라는 말도 있다. 광해군의 후궁으로, 품계는 정3품 소용이었다.
언제 소용이 되었는지는 알 수 없으나, 1613년(광해군 5년) 음력 12월 30일의 《광해군일기》 기사에 그녀를 “소용 임씨”로 지칭한 기록이 등장하는 것으로 보아 그 이전인 것은 분명한 듯 하다. 한편 야사 《연려실기술》에는 그녀의 입궁에 대한 기록이 있는데, 본디 부모를 일찍 여의어 사실상 임씨 집안과는 연이 끊어졌었고, 임씨의 외조모가 연줄을 이용하여 1610년(광해군 2년) 임씨가 13살이던 때 궁중에 바쳤다고 한다. 당시 원주목사로 부임한 임취정은 이러한 사실을 듣고 깜짝 놀라 이를 중지시키려고 하였으나 결국 하지 못하였다. 또 이 일로 인해 임취정은 광해군의 미움을 샀고, 마침내는 일가가 화를 입게 되었다.
임씨는 용모가 매우 뛰어나고 아첨을 잘 하여, 계략이 뛰어난 김개시 및 문서 처리 능력이 훌륭했던 소용 정씨 등과 함께 광해군의 총애가 “후궁에서 으뜸”이었다고 기록되어 있다.
한편 임씨는 인조 반정이 일어나 광해군이 폐위되자, 인조의 명에 따라 광해군의 유배지에서 함께 있으면서 그 시중을 들었다. 이후 그녀에 대해 폐주의 후궁이라 하여 사사가 논의되었으나, 광해군 재위 시절 이귀와 김자점이 고변을 당할 때 두 사람을 옹호한 공이 있어 죽음을 면하고 계속 해서 광해군의 곁에서 그 시중을 들 수 있었다.
1628년에 유배지에서 광해군을 모시다가 잡혀 와 사형에 처해졌다. 광해군과의 사이에서 자녀는 없었다.

## 가족 관계
- 아버지 : 임몽정(任夢正, 생몰년 미상)
- 어머니 : 임몽정의 첩
- 숙부 : 임취정(任就正, 1561~1628)
- 시아버지 : 제14대 선조(宣祖, 1552~1608, 재위:1567~1608)
- 시어머니 : 공빈 김씨(恭嬪 金氏, 1553~1575)
  - 남편 : 조선 제15대 왕 광해군(光海君, 1575~1641, 재위:1608~1623)